# Doto cindyneutes
Doto cindyneutes is een slakkensoort uit de familie van de Dotidae. De wetenschappelijke naam van de soort is voor het eerst geldig gepubliceerd in 1977 door Bouchet.